# Hippocephala albosuturalis
Hippocephala albosuturalis är en skalbaggsart som beskrevs av Stefan von Breuning 1954. Hippocephala albosuturalis ingår i släktet Hippocephala och familjen långhorningar. Inga underarter finns listade i Catalogue of Life.